# Ceratarcha
Ceratarcha és un gènere d'arnes de la família Crambidae.

## Taxonomia
- Ceratarcha clathralis Swinhoe, 1894
- Ceratarcha umbrosa Swinhoe, 1894